# Dodge Ram 50
Dodge Ram 50 foi uma pickup compacta produzida pela Mitsubishi Motors com o nome de Triton e vendida pela Chrysler Corporation no mercado estadunidense de 1979 até 1993.

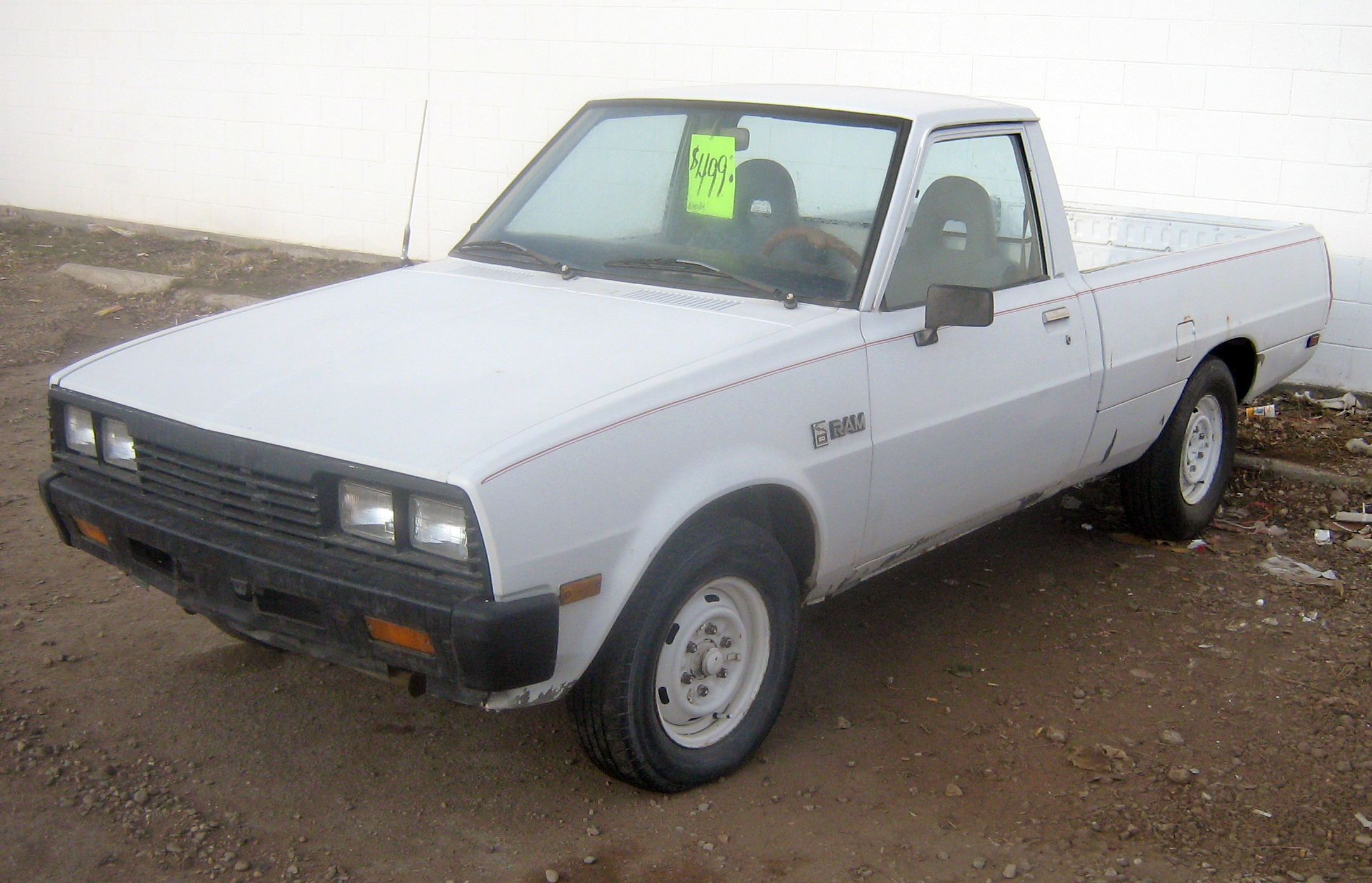
Primeira geração da Dodge Ram 50 modelo de 1983.
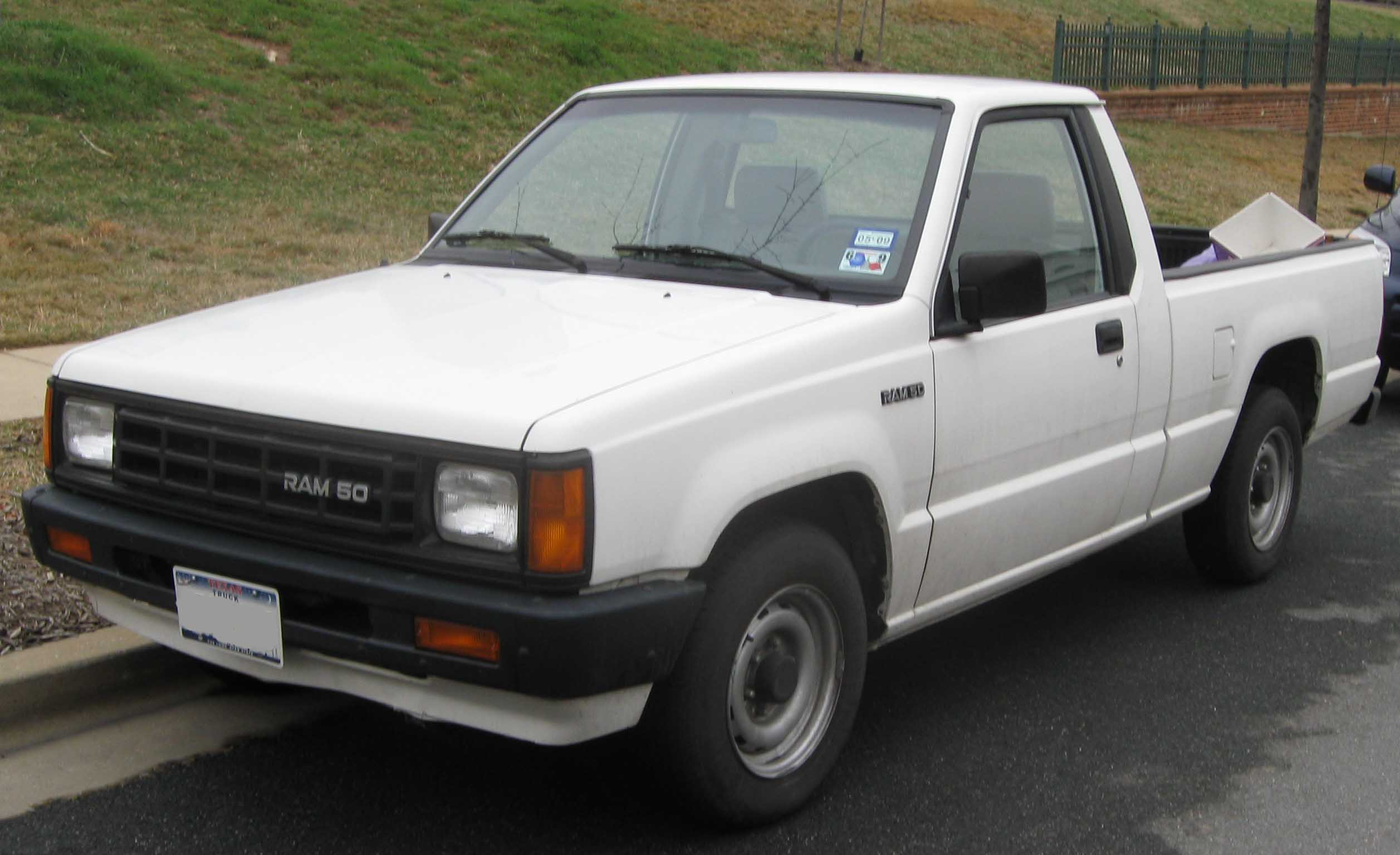
Segunda geração da Dodge Ram 50 de 1987-1993.